# Studenternas IP
Studenternas IP (Studenternas idrottsplats), även kallad "Studan", är en idrottsanläggning i Uppsala, invigd 1909. Studenternas IP utsågs 1990 till Årets bandyarena och har hyst svenska bandyfinalen ett stort antal gånger.

## Historik
Studenternas IP invigdes den 21 mars 1909 och består idag av en vinterarena med två fullstora bandybanor och en sommararena med en fotbollsplan för elitmatcher. Anläggningen ligger centralt i Uppsala, intill Stadsträdgården vid Fyrisåns västra strand, med gångavstånd från centralstationen.
Arenan stod värd för svenska bandyfinalen åren 1911, 1918 (endast omspelet), 1921 (inte omspelet), 1964 (endast omspelet), 1966, varje år 1991–2012 samt 2018–2022. Idrottsplatsen är därmed den arena efter Stockholms stadion, som har huserat flest bandyfinaler, något fler än den numera rivna Söderstadion i Stockholm. 
Till 2013 flyttades finalen till Friends Arena i Solna. Efter två år på Friends Arena följt av tre på Tele2 Arena i Stockholm flyttades bandyfinalen tillbaka till Uppsala och Studenternas till säsongen 2017/2018. 2023 lämnade bandyfinalen åter Studenternas då den flyttades till ABB Arena i Västerås.
Efter bandyfinalen varje år kördes tidigare även svenska mästerskapsfinalen i isracing, som ett sista arrangemang innan konstisen togs bort för våren och sommaren. Isracingen brukade locka mellan 6 000 och 8 000 åskådare varje år. År 2014 kördes den senaste och kanske sista isracingfinalen på Studenternas.

## Arenan

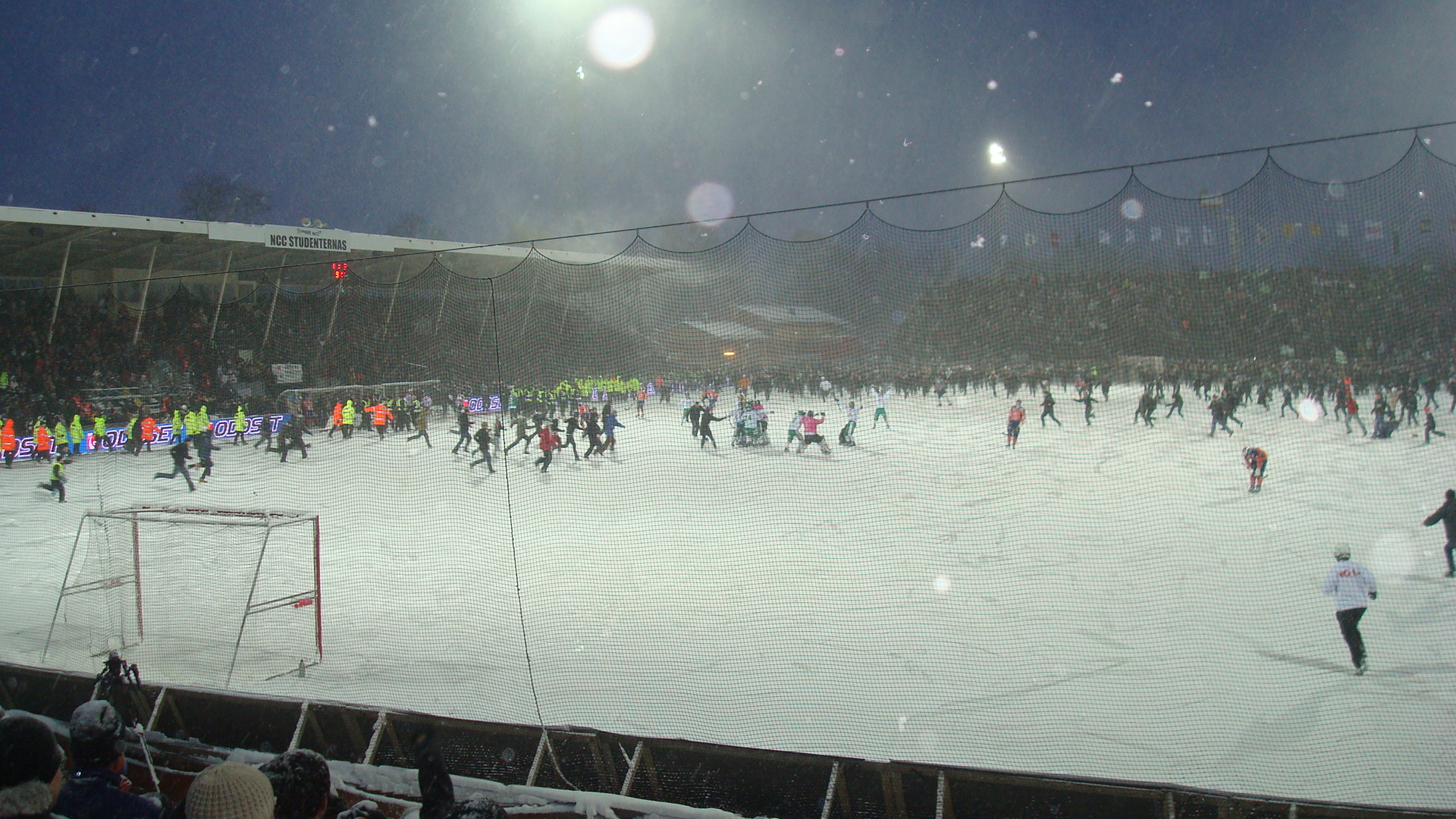
Studenternas IP 2010.

På Studenternas IP anordnas varje år flera stora idrottsevenemang, varav det mest välkända är svenska bandyfinalen som brukade spelas i mars.
Anläggningen har sedan ombyggnationen cirka 10 000 åskådare i sommararenan och 4 000 i vinterarenan. Till de svenska mästerskapsfinalerna i bandy har nya läktare satts in på vinterarenan, vilket har ökat kapaciteten till över 20 000 åskådare. Rekordet sattes vid finalen 2010 då 25 560 åskådare såg matchen. Publikrekordet utanför bandyfinalerna är 8 975 vilket sattes i semifinalen mellan IK Sirius och Edsbyns IF 2009.
Publikrekordet för fotboll på Studenternas IP är 12 546 mot Landskrona BoIS i kvalet till Allsvenskan den 13 oktober 1968, Sirius vann med 1-0 och gick sedermera upp i Allsvenskan. Publikrekordet med nuvarande kapacitet är 10 080 och slogs när Hammarby vann på Studenternas IP i Allsvenskan den 26 oktober 2024.
Sommararenan ligger i norra delen av området och vinterarenan, med två bandyplaner, ligger söder därom.

## Ny arena

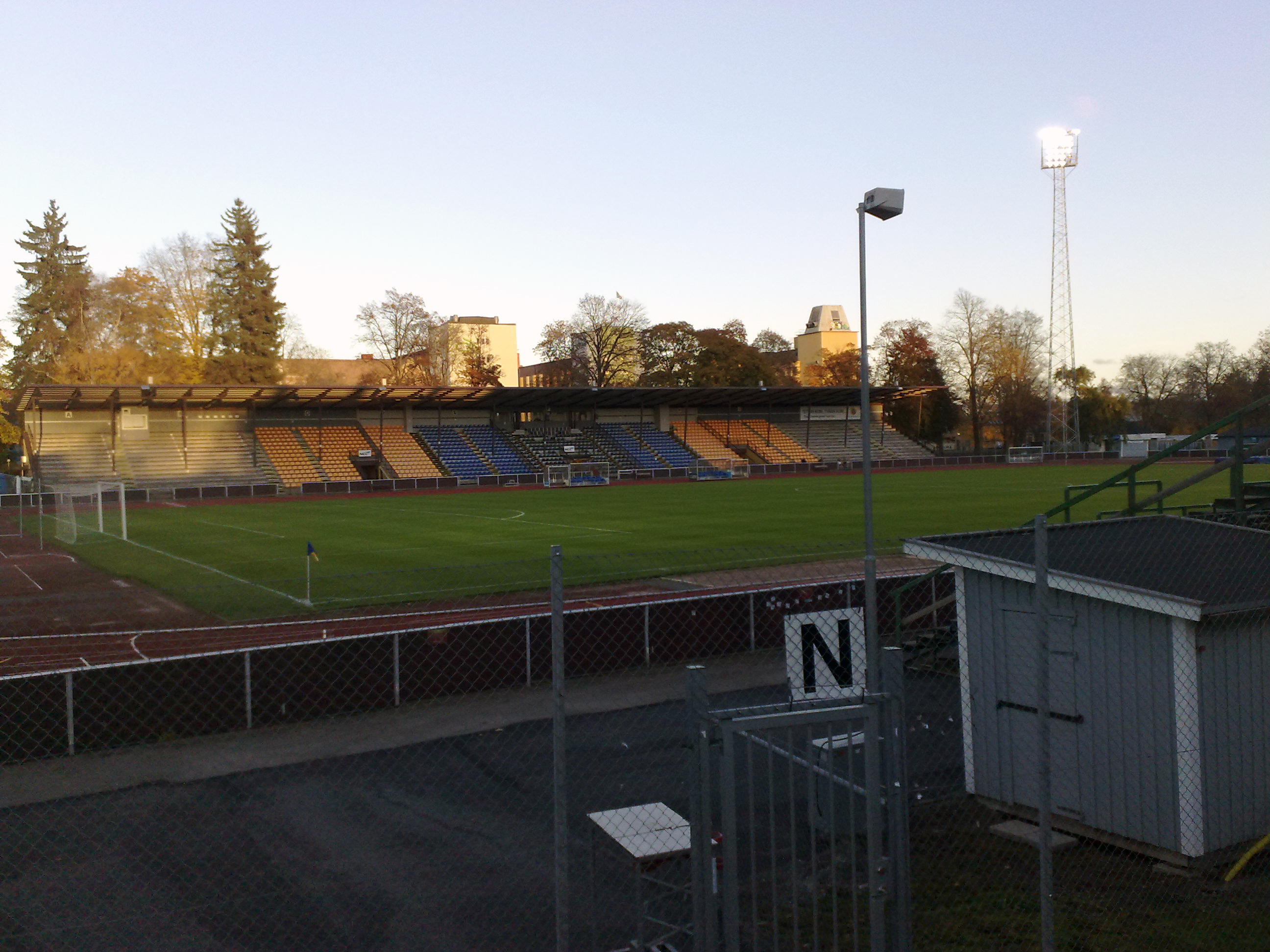
Den tidigare huvudläktaren på sommararenan som revs 2018.

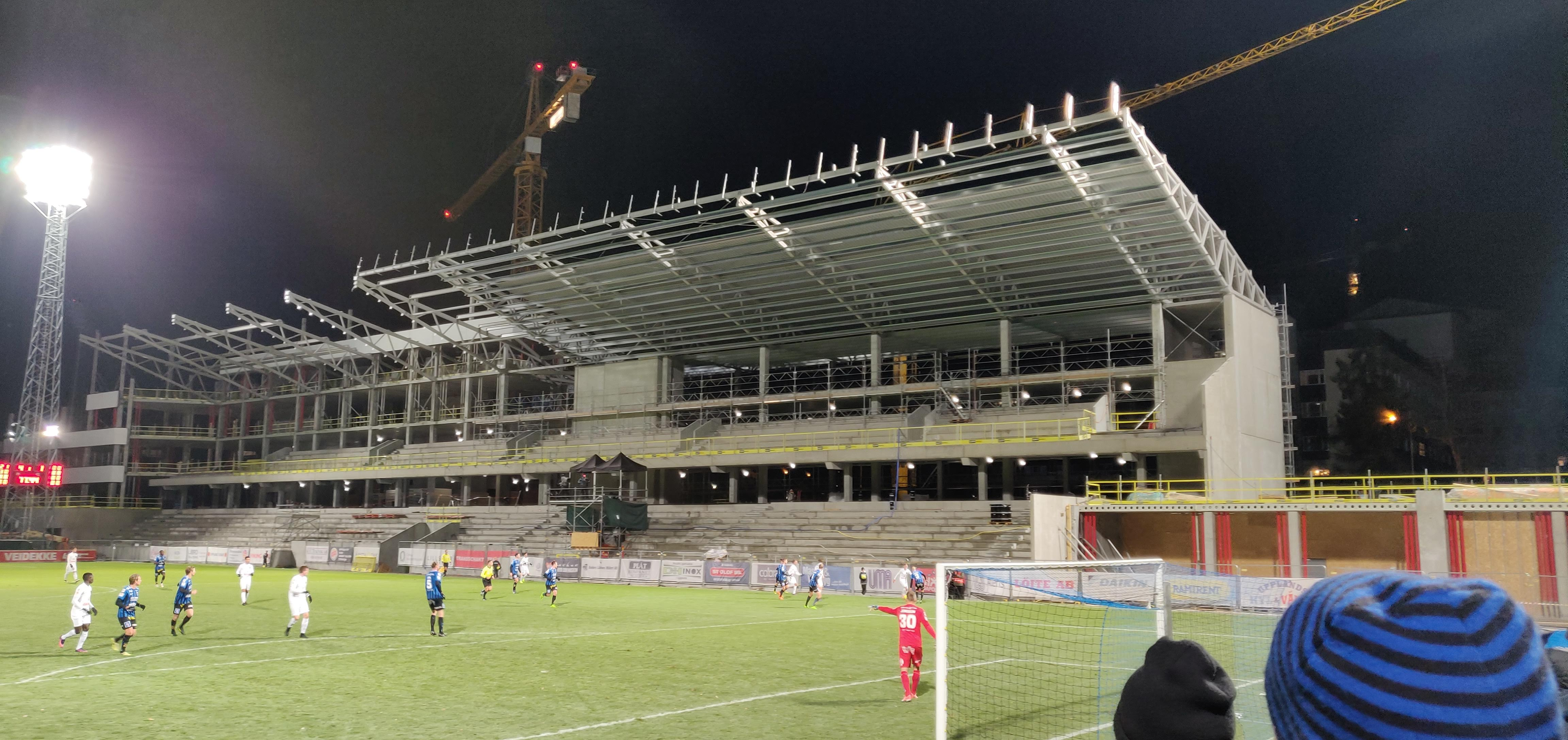
Bild över bygget av den västra läktaren (oktober 2018).

Den gamla fotbolls- och friidrottsanläggningen (sommararenan) började rivas 2017 och ersattes med en ny modern fotbollsarena, som stod klar 2020. 2019 fick den nya arenan konstgräs som ersatte det tidigare gräset. Den nya arenan är en modern stadion med plats för 10 522 åskådare. Eftersom löparbanorna försvann i och med den nya arenan har Upsala IF och övrig friidrottsverksamhet flyttat till nya faciliteter i Gränby.

## Hemmalag
Bandy
- IK Sirius (Elitserien, herr)
- Uppsala Näs IK (Division 1)
- Enköpings SK (Division 3)
- Uppsala BoIS (Elitserien, dam)
- IFK Uppsala (Division 2)

Fotboll
- IK Sirius (Allsvenskan)
- IK Uppsala Fotboll (Elitettan)

### Fotnoter
1. ↑  ”Senaste nytt kring  ombyggnationen av studenternas inför hemmapremiären”. Sirius Fotboll. 4 april 2025. https://www.siriusfotboll.se/nyheter/senaste-nytt-kring-ombyggnationen-av-studenternas-infor-hemmapremiaren/. Läst 4 april 2025.
2. ↑  ”Om Studenternas”. Uppsala kommun. https://www.uppsala.se/kampanjsidor/studenternas/om-studenternas/. Läst 11 januari 2021.
3. ↑  ”Uppsala kommun - Studenternas IP”. Arkiverad från originalet den 9 oktober 2007. https://web.archive.org/web/20071009124912/http://www.uppsala.se/uppsala/templates/StandardPage____3131.aspx. Läst 31 oktober 2007.
4. ↑  Sport 31 mars 2011 – Bandyfinalen till Solna 2013
5. ↑  ”Bandyfinalen 2018 spelas i Uppsala”. Stockholm. http://www.svenskbandy.se/BANDY-INFO/FORBUNDET/Organisation/Distrikt/Stockholm/Nyheter/Stockholm/Bandyfinalen2018spelasiUppsala. Läst 1 juni 2017.
6. ↑  ”Bandyfinalerna flyttas – ny spelort utsedd”. Aftonbladet. 20 september 2023. https://www.aftonbladet.se/sportbladet/a/zEjeKv/bandyfinalerna-flyttas-ny-spelort-utsedd. Läst 27 november 2024.
7. ↑  ”Ingen isracing på Studenternas”. 16 januari 2015. http://www.unt.se/sport/ingen-isracing-pa-studenternas-3555369.aspx. Läst 31 januari 2017.
8. ↑  ”Om Studenternas”. Uppsala kommun. https://www.uppsala.se/kampanjsidor/studenternas/om-studenternas/. Läst 4 november 2022.
9. ↑  ”Sirius - Hammarby 26 oktober 2024”. https://www.siriusfotboll.se/nyheter/matchsummering-ik-sirius-hammarby-if-5/. Läst 27 november 2024.
10. ↑  ”Arkiverade kopian”. Arkiverad från originalet den 25 oktober 2016. https://web.archive.org/web/20161025115120/http://bygg.uppsala.se/planerade-omraden/studenternas-idrottsplats/. Läst 31 januari 2017.